# Staverton, Northamptonshire
Staverton är en ort och civil parish i Storbritannien.   Den ligger i grevskapet Northamptonshire i riksdelen England, i den södra delen av landet, 110 km nordväst om huvudstaden London. Staverton ligger 174 meter över havet och antalet invånare är 468.
Terrängen runt Staverton är huvudsakligen platt. Staverton ligger uppe på en höjd. Runt Staverton är det ganska tätbefolkat, med 129 invånare per kvadratkilometer. Närmaste större samhälle är Daventry, 3,6 km öster om Staverton. Trakten runt Staverton består till största delen av jordbruksmark.